# Pierluigi Ciriaci
Pierluigi Ciriaci, né le 4 juillet 1946 à Rome et mort le 6 mars 2009 dans la même ville, est un réalisateur, scénariste et producteur de cinéma italien.

## Biographie
Ciriaci a étudié à la Scuola Statale di Cinematografia, d'où il est sorti avec un diplôme de chef opérateur. Depuis 1968, il a occupé de nombreuses fonctions dans le cinéma, d'abord en tant que collaborateur de production et directeur de la distribution de la Realtà Cinamatografica, jusqu'à ce qu'il réalise à partir de 1984 plusieurs films d'action sous le pseudonyme de Frank Valenti, dont la plupart avaient pour sujet des mercenaires et se déroulaient en Asie orientale. À partir de 1994, il a été assistant-réalisateur de plusieurs jeunes réalisateurs.

## Filmographie
- 1987 : Delta Force Commando
- 1989 : Afganistan - The Last War Bus (it) (L'ultimo bus di guerra)
- 1990 : Delta Force Commando 2
- 1990 : Soldat de fortune (Soldato di ventura)
- 1992 : Il pulpito